# 홍콩 만화
홍콩 만화(중국어: 港漫, Hong Kong Comics)는 홍콩에서 만들어지는 만화를 말한다.

## 역사
쑨원은 1911년 중화민국을 건국할 때 반청 선전물을 유포하기 위해 홍콩에서 만화를 제작하는 방법을 썼다. 이후에는 초기 과도정치와 전쟁기의 역경을 반영한 만화들이 제작됐는데 개중에는 《진상화보》(真相畫報, 1912)과《인감》(人鑑, 1920)을 들 수 있다. 일제가 홍콩을 점령한 1941년에는 모든 만화 제작활동이 중단됐다. 1945년 일제가 패배하면서 중국국민당과 중국공산당 간의 내전으로 대혼란이 벌어지게 되었다. 만평 중 하나인 인간화회의  《저시일개만화연대》(這是一個漫畫年代, 1948)는 당시의 정치적 배경을 기록해두고 있다.
중국 내 혼란은 50년대와 60년대까지 이어졌고, 그로 인해 본토 중국인들이 홍콩으로 이주해 왔는데, 특히 베이비 붐 때문에 홍콩이 주요 만화시장으로 발돋움하는 계기가 되었다. 가장 영향력이 컸던 성인용 만화잡지는 《만화세계》(漫畫世界)로, 최부수 판매를 기록한《카이 삼촌》(財叔)이 연재됐다. 한편으로는 일본 만화와 대만 만화가 10센트의 해적판 떨이로 팔리면서 홍콩 만화에 도전을 걸어왔다.《노부자》(老夫子) 등의 만화는 홍콩 만화업계를 살리는 데 꼭 필요했다.
1970년대 텔레비전의 등장은 하나의 전환점이었다. 성룡이 출연한 영화는 그 시대의 상징이 되었고 그의 인기는 쿵푸 만화라는 새로운 흐름을 만들어냈다. 만화책 판매에는 노골적인 폭력이 큰 역할을 했고, 이에 홍콩 행정부는 결국 1975년 외설출판법 제정으로 개입했다. 《용호문》은 그러한 사회 변화를 모두 받았던 축 중 하나였다. 1995년 외설음란물 법령 개정령도 만화계에 크나큰 영향을 끼쳤다. 90년대는〈테디보이〉-〈포틀랜드가〉-〈홍등가〉같은 3부작 스토리나 《맥먹》과 같은 작품으로 여러 소재들이 꽃피웠던 시기이기도 했다. 웡육롱처럼 유명 작가도 다수 등장했다. 한편 만화출판사인 제이드맨 홀딩스 출판사 (현 컬쳐콤 홀딩스 출판사)의 기업공개가 1986년에 이뤄지기도 했다. 일본 만화의 중국어 번역판도 큰 인기를 끌었다.

## 특징
현대 중국식 만화의 특징은《중화영웅》(1982년작)이라는 돌파구 덕에 생겨나게 되었다. 중화영웅은 실제 사람과 닮은 디테일로 전에는 보지 못했던 사실적인 그림체였다. 1800년대부터 1930년대까지 대다수 중국 만화에는 진지한 역할의 등장인물들이 있었다. 홍콩의 문화개방은 1950년대 미키 마우스와 피노키오 같은 디즈니 캐릭터를 도래했고, 이로 인해 홍콩 만화에서도《소안옥》(小安琪, 1954)처럼 서양풍을 드러내게 되었다.
60년대 텔레비전 애니메이션과 더불어 일본 만화가 번역되어 유입된 것도 중요한 영향을 주었다. 흑백 연재가 주류인 일본 만화와는 달리 홍콩 만화는 1회 연재 형식으로, 풀컬러에 몇 가지 컷은 완전히 수채로 만들어졌다는 특징이 있다. 홍콩에서는 매주마다 만화가 발행되고 몇년간 수백 호에 걸쳐 연재되고 있으며, 지금도 완결되지 않은 만화들이 많다.

## 같이 보기
- 중국 만화
- 중국 만화 목록
- 중국 만화 출판사 목록
- 홍콩 동만전 완절
- 중국 애니메이션

## 참고 문헌
- Wai-ming Ng (2003). "Japanese Elements in Hong Kong Comics: History, Art, and Industry". International Journal of Comic Art. 5 (2):184–193.